# Приложна магия
Приложна магия е фентъзи драма от 1998 година на режисьора Грифин Дюн с участието на Сандра Бълок и Никол Кидман. Двете актриси се превъплъщават в ролите на вещици, които приемат предаваната от поколение на поколение магическа сила.

## Актьорски състав
- Сандра Бълок
- Никол Кидман
- Горан Вишнич
- Стокард Ченинг
- Адам Брукс
- Денис Ди Нови
- Евън Рейчъл Уд
- Даян Уийст
- Гари Халет

## В България
В България филмът е излъчен на 24 септември 2011 г. по „Би Ти Ви“ с български войсоувър дублаж. Екипът се състои от:
| Озвучаващи артисти  | Лидия Вълкова Даниела Сладунова Гергана Стоянова Красимира Кузманова Симеон Владов |
| Преводач            | Радостина Стойчева                                                                 |
| Тонрежисьор         | Галина Наумова                                                                     |
| Режисьор на дублажа | Чавдар Монов                                                                       |